# ويليام باركلي (سياسي)
ويليام باركلي (بالإنجليزية: William Barclay)‏ هو سياسي أمريكي، ولد في 5 يناير 1969 في سيراكيوز في الولايات المتحدة. حزبياً، نشط في الحزب الجمهوري. وقد انتخب عضو جمعية ولاية نيويورك.

## وصلات خارجية
- الموقع الرسمي